# Copa Gato 2004
La Copa Gato 2004 fue la segunda serie de partidos amistosos correspondiente al torneo de fútbol Copa Gato, siendo organizada por la productora MERCOM S.A. y auspiciada por la Viña San Pedro, dueña de la marca de vino Gato.
Se celebraron seis ediciones durante ese año: la primera (Copa Ciudad Viña del Mar 2004) en enero y febrero, la segunda en marzo, la tercera en mayo, la cuarta en septiembre, la quinta en octubre y la sexta en noviembre.

## Segunda edición
La edición consistió en un superclásico entre Colo-Colo y Universidad de Chile.
El partido, disputado el 28 de marzo de 2004 en el Estadio Fiscal de Talca, terminó empatado 1-1 durante el tiempo reglamentario y se resolvió mediante definición a penales, en la cual, Universidad de Chile ganó por 5-4, obteniendo así su segundo título de la Copa Gato.
El cotejo fue transmitido en directo por Televisión Nacional de Chile.
| Copa Gato 2004 II edición; 28 de marzo de 2004, 22:00                                           | Colo-Colo                             | 1:1 (0:0) (4:5 p.)         | Universidad de Chile                      | Estadio Fiscal de Talca, Talca (Chile) |                                |
|                                                                                                 | Leal 70'                              | Reporte                    | Rivarola 56'                              | Árbitro(s): Claudio Fuenzalida         | Árbitro(s): Claudio Fuenzalida |
|                                                                                                 |                                       | Tiros desde el punto penal |                                           |                                        |                                |
|                                                                                                 | Mena · Leal · Aceval · Donoso · Neira |                            | Cáceres · Pinto · Rojas · Muñoz · Herrera |                                        |                                |
| Olea (Universidad de Chile). · Millape (Colo-Colo). · Madrid (Colo-Colo). · Gálvez (Colo-Colo). |                                       |                            |                                           |                                        |                                |

### Campeón
| Universidad de Chile         |
| Campeón Universidad de Chile |

## Tercera edición
La edición consistió en un superclásico entre Colo-Colo y Universidad de Chile.
El partido, disputado el 29 de mayo de 2004 en el Estadio La Portada de La Serena, lo ganó Universidad de Chile por 4-3, obteniendo así su tercer título de la Copa Gato.
El cotejo fue transmitido en directo por Televisión Nacional de Chile.
| Copa Gato 2004 III edición; 29 de mayo de 2004, 22:00                                    | Colo-Colo           | 3:4 (2:1) | Universidad de Chile                              | Estadio La Portada, La Serena (Chile) |                             |
|                                                                                          | Donoso 6' 31' 90+1' | Reporte   | Rivarola 24' · Gioino 65' · Rojas 67' · Muñoz 89' | Árbitro(s): René De La Rosa           | Árbitro(s): René De La Rosa |
| Viligrón (Colo-Colo). · Tampe (Universidad de Chile). · Espínola (Universidad de Chile). |                     |           |                                                   |                                       |                             |

### Campeón
| Campeón Universidad de Chile |

## Cuarta edición
La edición consistió en la primera de un ciclo de tres superclásicos itinerantes entre Colo-Colo y Universidad de Chile.
El partido, disputado el 3 de septiembre de 2004 en el Estadio Municipal Nelson Oyarzún de Chillán, terminó empatado 1-1 durante el tiempo reglamentario y se resolvió mediante definición a penales, en la cual, Colo-Colo ganó por 5-4, obteniendo así su tercer título de la Copa Gato.
El cotejo fue transmitido en directo por Canal 13.
| Copa Gato 2004 IV edición; 3 de septiembre de 2004, 22:00 | Colo-Colo                                    | 1:1 (0:1) (5:4 p.)         | Universidad de Chile                         | Estadio Municipal Nelson Oyarzún, Chillán (Chile) |                                 |
|                                                           | Arenas 83'                                   | Reporte                    | Rivarola 34'                                 | Asistencia: 17.000 espectadores                   | Asistencia: 17.000 espectadores |
|                                                           |                                              | Tiros desde el punto penal |                                              |                                                   |                                 |
|                                                           | Fernández · Maldonado · Flores · Mena · Real |                            | Ponce · Cáceres · Ávalos · Barrera · Herrera |                                                   |                                 |

### Campeón
| Campeón Colo-Colo |

## Quinta edición
La edición consistió en la segunda de un ciclo de tres superclásicos itinerantes entre Colo-Colo y Universidad de Chile.
El partido, disputado el 7 de octubre de 2004 en el Estadio Nicolás Chahuán Nazar de La Calera, lo ganó Universidad de Chile por 2-1, obteniendo así su cuarto título de la Copa Gato.
El cotejo fue transmitido en directo por Canal 13.
| Copa Gato 2004 V edición; 7 de octubre de 2004, 22:00    | Colo-Colo | 1:2 (0:0) | Universidad de Chile  | Estadio Nicolás Chahuán Nazar, La Calera (Chile) |  |
|                                                          | Fernández | Reporte   | Ávalos 50' · Olea 71' |                                                  |  |
| 46' Loyola (Colo-Colo). · Ávalos (Universidad de Chile). |           |           |                       |                                                  |  |

### Campeón
| Campeón Universidad de Chile |

## Sexta edición
La edición consistió en la última de un ciclo de tres superclásicos itinerantes entre Colo-Colo y Universidad de Chile.
El partido, disputado el 21 de noviembre de 2004 en el Estadio Municipal Valparaíso, lo ganó Universidad de Chile por 2-0, obteniendo así su quinto título de la Copa Gato.
El cotejo fue transmitido en directo por Canal 13.
| Copa Gato 2004 VI edición; 21 de noviembre de 2004, 19:00 | Colo-Colo | 0:2 (0:1) | Universidad de Chile    | Estadio Municipal Valparaíso, Valparaíso (Chile) |  |
|                                                           |           | Reporte   | Rivarola 32' · Olea 48' |                                                  |  |

### Campeón
| Campeón Universidad de Chile |